# توماس جي. الكسندر
توماس جي. الكسندر (بالإنجليزية: Thomas G. Alexander)‏ هو مؤرخ أمريكي، ولد في 8 أغسطس 1935.